# Un peu de nous
Un peu de nous — сборник канадской певицы Селин Дион, выпущенный на территории Франции и Бельгии 21 июля 2017 года. Издание представляет собой тройной альбом, в который вошли студийные версии песен, исполненные Дион в рамках своего концертного тура 2017 года, а также инструментальные версии некоторых композиций на 3-м CD.

## Коммерческий успех
Фо Франции в первую неделю было продано 13 056 экземпляров Un peu de nous, что позволило альбому дебютировать на высшей строке национального хит-парада. Он продержался на вершине в течение 3-х недель. В начале сентября сборник получил золотую сертификацию, будучи проданным в количестве 50 000 экземпляров, а к концу года объём продаж составил 80 082 экземпляра. Кроме того, альбом занял 6-е место в чарте Валлонии, Бельгия.

## Список композиций
| №   | Название                | Автор(ы)                                                  | Продюсер(ы)                  | Длительность |
| --- | ----------------------- | --------------------------------------------------------- | ---------------------------- | ------------ |
| 1.  | «Dans un autre monde»   | Жан-Жак Гольдман                                          | Гольдман Эрик Бензи          | 4:38         |
| 2.  | «Terre»                 | Бензи                                                     | Гольдман Бензи               | 4:17         |
| 3.  | «L’étoile»              | Grand Corps Malade Манон Ромити Сильвио Лисбон Флоран Мот | Лисбон Tiborg                | 3:14         |
| 4.  | «Ordinaire»             | Клодин Монфетт Робер Шарльбуа Пьер Надо                   | Скотт Прайс Умберто Гатика   | 4:44         |
| 5.  | «On ne change pas»      | Гольдман                                                  | Гольдман Бензи               | 4:08         |
| 6.  | «Je sais pas»           | Гольдман Джей Каплер                                      | Гольдман Бензи               | 4:34         |
| 7.  | «Immensité»             | Нина Бурауи Жак Венерузо                                  | Венерузо Патрик Ампартзумиан | 3:34         |
| 8.  | «Et je t’aime encore»   | Гольдман Каплер                                           | Бензи                        | 3:26         |
| 9.  | «Zora sourit»           | Гольдман Джей Каплер                                      | Гольдман Бензи               | 3:51         |
| 10. | «Si c’était à refaire»  | Алис Гиол Венерузо                                        | Венерузо Тьерри Бланшар      | 3:52         |
| 11. | «À vous»                | Zaho Людовик Каркет Терри Мари-Луиз                       | Zaho Каркет Мари-Луиз        | 3:46         |
| 12. | «Le ballet»             | Гольдман                                                  | Гольдман Бензи               | 4:26         |
| 13. | «Loved Me back to Life» | Хашам Хуссейн Денариус Мотес Сия Фёрлер                   | Sham & Motesart Хуссейн      | 3:50         |
| 14. | «Because You Loved Me»  | Дайан Уоррен                                              | Дэвид Фостер                 | 4:33         |

| №   | Название                                 | Автор(ы)                                     | Продюсер(ы)                 | Длительность |
| --- | ---------------------------------------- | -------------------------------------------- | --------------------------- | ------------ |
| 1.  | «S’il suffisait d’aimer»                 | Гольдман                                     | Гольдман Бензи              | 3:35         |
| 2.  | «Un garçon pas comme les autres (Ziggy)» | Люк Пламондон Мишель Берже                   | Янник Топ Серж Ператонер    | 2:57         |
| 3.  | «Tous les blues sont écrits pour toi»    | Гольдман                                     | Гольдман Бензи              | 4:48         |
| 4.  | «Refuse to Dance»                        | Чарли Дор Дэнни Шоггер                       | Кристофер Нил               | 4:21         |
| 5.  | «Love Is All We Need»                    | Макс Мартин Рами Якуб                        | Мартин Якуб                 | 3:49         |
| 6.  | «Treat Her Like a Lady»                  | Диана Кинг Энди Марвел Билли Манн Селин Дион | Рик Уэйк                    | 4:05         |
| 7.  | «Misled»                                 | Питер Зиззо Джимми Бралауэр                  | Уэйк                        | 3:30         |
| 8.  | «Love Can Move Mountains»                | Уоррен                                       | Уэйк                        | 4:53         |
| 9.  | «River Deep, Mountain High»              | Элли Гринвич Джефф Бэрри Фил Спектор         | Стейнман Ринкофф            | 4:10         |
| 10. | «My Heart Will Go On»                    | Джеймс Хорнер Уилл Дженнингс                 | Уолтер Афанасьефф Хорнер    | 4:40         |
| 11. | «Encore un soir»                         | Гольдман                                     | Гольдман Янн Масе Люк Леруа | 4:23         |
| 12. | «Pour que tu m’aimes encore»             | Гольдман                                     | Гольдман Бензи              | 4:15         |

| №   | Название                                    | Автор(ы)                             | Продюсер(ы)            | Длительность |
| --- | ------------------------------------------- | ------------------------------------ | ---------------------- | ------------ |
| 1.  | «L’étoile» (Instrumental)                   | Grand Corps Malade Ромити Лисбон Мот | Лисбон Tiborg          | 3:14         |
| 2.  | «Ordinaire» (Instrumental)                  | Монфетт Шарльбуа Надо                | Прайс Гатика           | 4:44         |
| 3.  | «Je sais pas» (Instrumental)                | Гольдман Каплер                      | Гольдман Бензи         | 4:34         |
| 4.  | «Immensité» (Instrumental)                  | Бурауи Венерузо                      | Венерузо Ампартзумиан  | 3:34         |
| 5.  | «Et je t’aime encore» (Instrumental)        | Гольдман Каплер                      | Бензи                  | 3:26         |
| 6.  | «Si c’était à refaire» (Instrumental)       | Гиол Венерузо                        | Венерузо Бланшар       | 3:52         |
| 7.  | «À vous» (Instrumental)                     | Zaho Каркет Мари-Луиз                | Zaho Каркет Мари-Луиз  | 3:46         |
| 8.  | «S’il suffisait d’aimer» (Instrumental)     | Гольдман                             | Гольдман Бензи         | 3:35         |
| 9.  | «My Heart Will Go On» (Instrumental)        | Хорнер Дженнингс                     | Афанасьефф Хорнер      | 4:40         |
| 10. | «Encore un soir» (Instrumental)             | Гольдман                             | Гольдман Масе Леруа    | 4:23         |
| 11. | «Pour que tu m’aimes encore» (Instrumental) | Гольдман                             | Гольдман Бензи         | 4:15         |
| 12. | «Parler à mon père» (Instrumental)          | Венерузо                             | Венерузо Ампартзумиан  | 2:55         |
| 13. | «Les yeux au ciel» (Instrumental)           | Grand Corps Malade Ромити Лисбон Мот | Лисбон Tiborg          | 2:57         |
| 14. | «J’irai où tu iras» (Instrumental)          | Гольдман                             | Гольдман Бензи         | 3:27         |
| 15. | «Qui peut vivre sans amour?» (Instrumental) | Элоди Эсме Давид Гатеньо             | Жюльен Шултейс Гатеньо | 3:29         |

## Чарты
| Чарт (2017)                 | Позиция |
| --------------------------- | ------- |
| Бельгия/Валлония (Ultratop) | 6       |
| Франция (SNEP)              | 1       |

| Чарт (2017)                 | Позиция |
| --------------------------- | ------- |
| Бельгия/Валлония (Ultratop) | 162     |
| Франция (SNEP)              | 70      |

## Сертификации и продажи
| Регион         | Сертификация | Продажи |
| -------------- | ------------ | ------- |
| Франция (SNEP) | Золотой      | 80,082  |

## Хронология релиза
| Регион  | Дата         | Лейбл    | Формат | Каталог         |
| ------- | ------------ | -------- | ------ | --------------- |
| Франция | 21 июля 2017 | Columbia | 3CD    | 8 89854 67592 9 |
| Бельгия | 28 июля 2017 | Columbia | 3CD    | 8 89854 67592 9 |